# Тон (цвет)

Тон

Тон (англ. hue) — одна из трёх основных характеристик цвета наряду с насыщенностью и светлотой. В строгом колориметрическом смысле тон — это направление вектора цветности (вектора на диаграмме цветности с началом в точке белого и концом в данной цветности). Направление может быть задано углом (это и есть цветовой тон), в то время как удалённость от точки белого задаётся в процентах и называется насыщенностью (степенью смешивания наиболее насыщенных цветов — спектральных или крайних пурпурных с белым). Именно тон определяет название цвета, например «красный», «синий», «зелёный».
Цветовая модель CIECAM02 определяет тон как степень отличия цвета (трёхстимульной величины) от основных цветов называемых красным, зелёным, синим и жёлтым (основные тона).
С точки зрения спектрального состава излучения тон определяется характером распределения излучения в спектре видимого света, причём, главным образом, положением пика излучения, а не его интенсивностью и характером распределения излучения в других областях спектра. Использование спектральных понятий для описания цвета и его характеристик является условным, так как цвет — это трёхстимульный результат воздействия спектра, который может быть получен разными спектральными составами излучений и все его характеристики определяются данным трёхстимульным значением (тремя откликами колбочек).

## Тёпло-холодные отношения тонов в живописи
В теории изобразительного искусства используют определения: «хроматические тона» и «ахроматические тона», таким образом понятию тональности придаётся более широкое значение, что закреплено в специальной науке о цвете (колористике) и в прикладной теории цвета для художников: цветоведении. В живописи тональные отношения, включающие насыщенность цвета, его яркость и светлоту, создаваемые живописцем добавлением белил или чёрной краски, отличают от светотеневых отношений: валёров. В натуралистическим, нехудожественном, техническом изображении понятия тональных и светотеневых отношений отождествляют. Художники также используют понятие «основного тона», аналогично музыке, который придаёт цельность всему изображению. Кроме того, хроматические и ахроматические тона различают по теплохолодности. В хроматической гамме тёплые и холодные тона разделяются, согласно физическим свойствам спектра. В ахроматической — в зависимости от свойств белой или чёрной краски, которые также в зависимости от химического состава пигментов делятся на тёплые и холодные. Тёплые и холодные тона вызывают различные физиологические ощущения. К тёплым тонам относят жёлтый, оранжевый и красный, к холодным — синий, голубой, зелёный, фиолетовый. Каждый из этих тонов может иметь более тёплые или более холодные оттенки. Тёплые тона имеют свойство казаться выступающими, а холодные — отступающими в глубину. На этих свойствах, как и на гармонических сочетаниях, в значительной степени основаны эстетические и художественные качества произведений искусства. Например, если свет художник пишет тёплым тоном, то тень, даже с учётом рефлексов, обязательно холодным и наоборот. Ахроматические (чёрно-белые) тона, находящиеся вблизи ярких тёплых или холодных цветов, по закону одновременного контраста, принимают оттенки дополнительных или комплементарных цветов. Психологическое значение тёплых и холодных цветов, соответствующих определённым темпераментам человека, в начале XIX в. пытались обосновать поэт и учёный И. В. Гёте, немецкий художник-романтик Ф. О. Рунге, разработавший модель «цветового шара» — основополагающую для науки колористики (1809).
В цветовом круге, также впервые разработанном Рунге, показано взаимодействие дополнительных тонов (при оптическом смешении они взаимно уничтожаются и дают белый тон), образующих пары: красный — зелёный, оранжевый — голубой, жёлтый — фиолетовый. В каждой паре один цвет тёплый, другой — холодный. Расположенные рядом, они усиливают друг друга. На этом оптическом свойстве основана цветовая гармония, достигаемая с помощью нюансировки тёпло-холодных отношений, и возможность для живописца сравняться с природой в насыщенности и яркости тонов, поскольку светосила красок намного слабее соответствующих хроматических тонов (цветов) в природе. Поэтому одна из основ профессионального отношения к живописи: учитывание различий оптических и эстетических свойств цвета и краски. Каждая пара дополнительных цветов включает один из основных тонов спектра (их невозможно получить смешением красок): красный, жёлтый и синий. Другой тон каждой пары является производным от их смешения. Таким образом в каждой паре есть общий полутон, благодаря которому и возникает цветовая гармония или «хроматическая гамма». Темперированный хроматический ряд в живописи сродни понятию музыкальной гармонии.
Одновременный контраст дополнительных тонов открыли и умело использовали французские импрессионисты и постимпрессионисты. Так, например, живописец Жорж Сёра говорил своим друзьям, что прибрежный песок, оранжевый на солнце, в тени выглядит голубым, а «зелёные верхушки деревьев на фоне серого неба окружает розовый ореол». Импрессионисты усиливали одновременный контраст дополнительных цветов, что зрителю подчас кажется преувеличением, но только таким способом можно приблизиться к светосиле цвета в природе. Собственно, это было известно и ранее. К подобным приёмам прибегал, например, Питер Рубенс.
В обыденной речи термином «тон» обычно обозначают и другие цветовые характеристики объекта, например яркость: «светлый тон» или «тёмный тон». Три цвета хроматического ряда, например: красный, синий, жёлтый, уравненные по трём основным колориметрическим признакам: тону, светлоте и насыщенности образуют так называемую триадную цветовую гармонию. Как и в комплементарной гармонии дополнительных цветов, при смешивании цветов триады получается ахроматический тон (белый или чёрный). При соединении любых двух цветов триады получается тон, дополнительный к третьему. Смешиванием триадных цветов в разных пропорциях можно получить любой тон. Поэтому в различных цветовых моделях графического и компьютерного дизайна триадные цвета избираются в качестве основных. Такая методика сложилась на основе теории, выдвинутой в середине XIX в. немецким физиком и математиком Германом Грассманом. В современной полиграфии чаще используют в качестве триадных голубой, пурпурный и жёлтый, либо красно-оранжевый, зелёный и синий. Сочетание триадных цветов достаточно активно даже при малой насыщенности тона или светосиле краски.